# Hopp (film)
A Hopp (eredeti cím: Hop) 2011-ben  bemutatott egész estés amerikai vegyes technikájú film, amelyben valós és számítógéppel animált díszletek, élő és számítógéppel animált szereplők közösen szerepelnek. A játékfilm rendezője Tim Hill, producerei Chris Meledandri és Michele Imperato Stabile. A forgatókönyvet Cinco Paul, Ken Daurio és Brian Lynch írta, a zenéjét Christopher Lennertz szerezte. A mozifilm az Illumination Entertainment és a Relativity Media gyártásában készült, az Universal Pictures forgalmazásában jelent meg. Műfaját tekintve filmvígjáték.
Amerikában 2011. április 1-jén, Magyarországon 2011. április 14-én mutatták be a mozikban.

## Cselekmény
|  | Alább a cselekmény részletei következnek! |

Húsvét-sziget: Husi nyuszi lelkesen dobol a moai néven ismert kőszobrok egyikének tetején. Apja, a „húsvéti nyuszi” beavatja a húsvéti gyár működésébe, amit ő irányít, és ezt a feladatot egy nap majd Husinak kell átvennie. Husi el van bűvölve a látottaktól, de nem biztos benne, hogy menni fog neki a dolog. Carlos csibe, aki a húsvéti nyuszi helyettese, megrója Husit, amiért a pillecukrot kóstolgatja, apja azonban megvédi Husit.
Van Nuys, Kalifornia: Egy kisfiú éjszaka felébred, és a kertjükben egy tojás alakú járműből (amit repülő csibék húznak) egy nyuszit lát kiszállni, aki csokitojásokat helyez el a bokrok tövében. Mire azonban a kisfiú leszalad a kertbe a fényképezőgépével, a járműnek és a nyuszinak hűlt helye, viszont ott vannak az ajándékok, köztük egy csokinyúl.
Van Nuys, Kalifornia, 20 évvel később: Fred O'Hare, a valamikor kisfiú (James Marsden) kissé naplopó életet él a szülei nyakán. Apja azt szeretné, ha állása és saját lakása lenne. Fred azonban úgy érzi, egyik állás sem neki való, ezért hamar otthagyja mindet. Apja, hogy rákényszerítse a következő állás megtartására, kirakja a szűrét, Fred nagyobbik húga, Sam (Kaley Cuoco) azonban megsajnálja, és odaadja neki főnöke házának kulcsát, amire neki kellene vigyáznia, ő azonban tart a kutyáktól.
Húsvét-sziget, 20 évvel később: Husi a szobájában dobol. Apja rá akarja venni, hogy hagyjon fel ezzel, hiszen ő lesz majd a húsvéti nyúl, Husi azonban elhárítja a felkínált állást és megszökik. A standard közlekedési útvonalon, egy föld alatti alagúton (aminek csak a célállomást kell megadni) Hollywoodba érkezik, mivel azt reméli, hogy ott dobos lehet.
Husi Los Angeles utcáin csatangol, mert a biztonsági őr nem engedte be a Playboy villába, amiről egy turistatérképen azt írták, hogy „1971 óta ad otthont a világ minden részéből érkező szexi nyusziknak”. Fred autójával a Broadway Terasz 54 felé halad, amikor elüti Husit. Husi úgy tesz, mintha nem lenne magánál. Fred úgy akar „segíteni” rajta, hogy egy nagy szikladarabbal agyon akarja ütni, hogy ne szenvedjen. Husi időben észreveszi, hogy mire készül, és megállítja. Husi azt javasolja, engedje meg, hogy pár hónapig nála lakhasson. Fred pánikba esik a beszélő nyúltól, és a házhoz rohan. Husi megpróbál egyezkedni vele a ház konyhájában, és amikor Fred újból el akarja küldeni, az érzelmeire próbál hatni. Végre Fred megengedi, hogy egy éjszakát eltöltsön a garázsban (közben nem tudja eldönteni, hogy álmodja-e az egészet vagy megőrült).
Eközben a húsvéti gyárban Carlos azon mesterkedik, hogy apja tagadja ki Husit, és őt nevezze ki a gyár irányítójának. A húsvéti nyúl azonban ezt korainak tartja, és bevetésre indítja a háromtagú Fülönítményt, hogy találják meg Husit.
Fred reggel megnyugodva látja, hogy a garázsban nincsen beszélő nyúl. Mivel állásinterjúra készül, megfürdik, öltönyt és nyakkendőt vesz fel, amikor elolvassa a cédulát, hogy a kutyákat ne felejtse el megetetni és ahhoz vegye fel a védőruhát. A két véreb megtámadja és üldözi a számukra idegen alakot, akit letepernek a földre. Fred visszajut a házba, ahol zajt hall az emeletről (Sam korábban jelezte neki, hogy az emeletre tilos felmennie). Fred elborzadva látja, hogy a lépcsőn sárgarépák hevernek, dobozok és papírdarabok vannak mindenfelé. Husi egy videójátékkal játszik, amihez egy elektronikus dobfelszerelés is tartozik. Mivel Husi a jacuzziban nem zárta el a vizet, a fürdőszoba tele van habbal. Frednek elege lesz a „lábadozó” nyúlból és egy dobozba téve kiviszi a kocsijával egy bokros részhez, ahol el akarja engedni. Husi azonban azt mondja neki, hogy akkor nem lesz húsvéti ajándék sehol a világon. Frednek eszébe jut gyermekkori élménye, amikor látta leszállni a húsvéti nyuszit a kertjükben. Husi úgy tesz, mintha ő lenne (és lett volna) a húsvéti nyuszi, ezért Fred visszaviszi. A meghallgatás helyszíne előtt azonban az autójában hagyja, hogy ne okozzon bajt. Fred ezúttal egy videójáték készítő céghez készül belépni, ahol megmutatják neki a különféle helyszíneket és munkákat. Neki a postázóban kellene kezdenie. Mindeközben azonban Husi észreveszi, hogy a Fülönítmény a nyomában van, ezért bemenekül az épületbe és az egyik helyiségben, ahol hangfelvételt tart a Blind Boys of Alabama együttes az egyik játékhoz (és éppen nincs ott a dobosuk), beszáll a felvételbe. Az egyik zenekari tag azt ajánlja neki, hogy jelentkezzen a „Hoff sztárvadászat”-on, amit a zseniális David Hasselhoff tart.
Carlos továbbra is azon mesterkedik, hogy Husi helyett ő maga irányíthassa a gyárat, ezért rákérdez, hogy egy nyúl helyett nem lenne-e jó egy csirke is, mire a húsvéti nyuszi nevetni kezd. Nem veszi észre, hogy Carlos egyre mérgesebben néz rá.
Fred és Husi egy büfében beszélgetnek. Fred nem kapta meg az állást és ehhez úgy látszik, Husinak is köze van. Husi azonban azt szeretné, ha Fred elvinné őt a meghallgatásra, amit Hoff tart, és cserében megígéri, hogy eltűnik Fred életéből. Fred rááll a dologra. Amikor hazaérnek, észreveszi a húga kocsiját, ezért azt mondja Husinak, hogy csináljon rendet az emeleten, ahol reggel óriási rendetlenséget hagyott. Sam felszedegeti a padlóra dobált répákat, amire Fred magyarázatként azt mondja, hogy vega-diétába kezdett. Amikor kisebb zajt hallanak fentről, Sam felrohan az emeletre, Fred a nyomában. Fent csodálatos módon rendbe van rakva minden, és Husi a plüss állatok között, mozdulatlanul ül. Sam hamar felfedezi az aranyos nyuszit, amit a vállára vesz. Fred visszateszi a fotelba, mondván, hogy nekik nem szabad hozzányúlniuk semmihez. Husi ekkor úgy tesz, mintha felhúzhatós nyuszi lenne, és robotszerűen mozogni kezd. Fred betuszkolja egy fiókba. Kiderül, hogy másnap Fred kisebbik húgának, Alexnek (aki ázsiai kislány, a szülők örökbe fogadták - (Tiffany Espensen)) fellépése lesz az iskolai darabban, amire hetek óta készülnek. Fred nem akar elmenni, de Sam figyelmezteti, hogy számítanak rá.
Másnap Fred elviszi Husit egy hátizsákban a meghallgatásra (eredeti címe: „Hoff knows talent”), ahol rengeteg jelentkező van. Hoff egyedül bírálja el a rövid, változatos műfajú, többnyire amatőr produkciókat. Husiban felismeri a tehetséget, és meghívja a szombati élő műsorba. Husi az utcán megint észreveszi a Fülönítményt, akik köteleken ereszkednek le épp azon az épületen, ahol az imént voltak. Husi elszólja magát, és bevallja, hogy nem ő a húsvéti nyuszi, hanem a papája. Ő az idén venné át tőle a feladatkört, azonban nem akarja vállalni. Fred nem érti a dolgot.
Este a húga előadására mennek, aminek címe: „A húsvét varázsa”. Alex a húsvéti nyuszit játssza, de borzasztó hamisan énekli a „Hová mész te kis nyulacska” című gyerekdalt. Fred egy bőr aktatáskában magával hozta Husit, akinek szintén bántja a fülét az ének, és amikor tévedésből azt hiszi, hogy a Fülönítményt látja, felrohan a színpadra, ahova Fred követi. Amikor Husi rájön, hogy nem a Fülönítmény érkezik, megnyugszik. Úgy tesznek, mintha Fred hasbeszélő lenne, és előadják a „Jaj de fincsi” (eredetiben: „I Want Candy”) című rockos hangszerelésű dalt, aminek nagy sikere van. Fred apja (Gary Cole) azonban elégedetlen a fiával. Fred az előadás helyszínén a falakon lévő nyuszis rajzokat nézve hirtelen rájön valamire, és elrohan. Apjának csak annyit mond, hogy nagy dobásra készül, amire ő is büszke lesz. A házban elmondja Husinak az ötletét: ő lesz a húsvéti nyuszi. Husi lekever neki egy pofont, hevesen ellenzi a dolgot és a nehézségeket ecseteli, például azt, hogy Frednek gyenge a kondíciója, Fred azonban magában már eldöntötte a dolgot.
Eközben a húsvéti gyárban Carlos lázító beszédet tart a többi csibének, és kijelenti, hogy ő lesz a főnök, illetve a húsvéti nyuszi.
Fred már több száz tojást megfest, mire Husi másnap reggel a támogatásáról biztosítja. Ez Fred erőnlétének fokozásával jár. Ebbe beletartozik súlyemelés és gátfutás (ami közben kosarakban elhelyezett tojásokat kell vinnie). Ugyanebben az időben Carlos is edzésbe kezd. A Fülönítmény eközben megérkezik a házhoz. A kutyákat altatólövedékkel elaltatják és Husit keresik. Husi egy kockás ing és egy fagyasztott pulyka felhasználásával azt a látszatot kelti, mintha őt megfőzték volna. A Fülönítmény elkábítja Fredet és magukkal viszik a Húsvét-szigetre.
Fred a húsvéti gyárban először azt hiszi, azért vitték oda, hogy ő legyen a főnök, azonban a keze medvecukorral egy oszlophoz van kötözve. Carlos azzal vádolja, hogy megölte Husit, és amikor a húsvéti nyuszi megérkezik, a Fülönítmény a magukkal hozott lábost mutatja neki. Fred hiába mondja, hogy azok egy pulyka darabjai és nem ölte meg Husit, nem hallgatnak rá. Carlos egy hangosbeszélővel felszólítja a nyulakat, hogy menjenek a misére, amit Husi emlékére tartanak a tojásfestő teremben, azonban amikor odamennek, rájuk zárja az ajtót. Carlos kijelenti, hogy puccsot hajtott végre és átveszi a hatalmat. A Fülönítmény tagjait folyékony csokisugárral önti le, amitől mozgásképtelen lesznek, a húsvéti nyuszit pedig a csibék Fredhez hasonló módon megkötözik medvecukorral.
Husi elmegy a tévéfelvételre, ahol az előcsarnokban bevallja Hoffnak, hogy a barátja bajban van és nem tudja, mit tegyen. Hoff azt tanácsolja neki, hogy menjen a barátja után. Husi visszaérkezik a házba és amikor talál egy kábítólövedékhez használatos tűt, tudja, hogy Fredet elrabolta a Fülönítmény, ezért azonnal a Húsvét-szigetre indul. Carlos arra számít, hogy a húsvéti telehold éjfélkor feltölti varázssugarakkal a „végzet tojását”, és azzal a hatalom az ő kezében lesz. A húsvéti nyuszi figyelmezteti, hogy a „végzet tojása” veszélyes lehet egy csirke kezében, ő azonban nem hallgat rá. A húsvéti ajándék szándéka szerint ezután nem csoki és cukor lesz, hanem zöldségek és giliszták, és a szalagokat már át is állította ezek előállítására (közben befal egy marék gilisztát).
Amikor Husi megérkezik a gyárba, Carlos gumicukor lövedékekkel mozgásképtelenné teszi és a csokinyuszit készítő futószalagra vezényli, ahol éles körfűrészek alakítják a csokit. Husi rugalmasságának és gyors reflexeinek köszönhetően megússza ép bőrrel. Fred és a húsvéti nyuszi egy kosárban vannak megkötözve, azonban a kosár egy színes folyadékkal teli tartály felé süllyed. Fred gyorsan elrágja a medvecukrot, majd a húsvéti nyuszit is kiszabadítja. A Carlos kezében tartott „végzet tojására” ráesik a telihold fénye, ekkor Carlos és a közelében lévő csibék varázslatos módon a magasba emelkednek. Carlos kellemetlen testi elváltozásokat vesz észre magán: nyuszifülei nőnek és nyuszilábai, valamint bolyhos farka és szemfogai lesznek. A magassága is megnő. Husi nekiesik, de az meg sem kottyan Carlosnak, elhajítja Husit, és fel akar szállni a Tojásszánnal. Ehhez a segítője, Phil a kezében tartott két világító rúddal irányítja a csibék mozgását. Husi észrevesz egy dobot maga mellett, amin dobolni kezd. Philnek ugyanis gyengéje a ritmusos zene, állandóan a fején szokott lenni egy fejhallgató. Husi a dobon játszott ritmussal táncra készteti Philt, aki össze-vissza irányítja az immár levegőbe emelkedett csibéket, akik hűen követik a mozdulatait és magukkal viszik a Tojásszánt a benne ülő Carlossal együtt. Végül a jármű lezuhan és amikor a légzsák felfújódik, a „végzet tojása” kiesik a kezéből, amit Husi felvesz. Husi elvállalja húsvéti nyuszi szerepét, és kérésére a kinevezést Fred is megkapja, amikor mindketten hozzáérnek a „végzet tojásához”.
Fred a családja körében reggelizik türkizkék frakkban, és megemlíti, hogy kissé fáradt, mert egész éjjel tojásokat szállított. Apja nem akarja elhinni a dolgot, erre Fred kihívja őket a Tojásszánhoz, ahol Husi vár rá a nyitott vezetőfülkében. majd közösen felemelkednek a levegőbe, amit a csibék visznek előre. Köztük van Carlos, akinek külalakja megmaradt a nyúlkinézet mellett.
A stáblista utáni jelenetben Fred néhány szóval átad egy húsvéti kosarat Kínában annak az asszonynak, aki korábban elkergette a húsvéti nyuszit, mert megijedt a beszélő nyúltól. Kiderül, hogy Fred beszél kínaiul.
|  | Itt a vége a cselekmény részletezésének! |

## Szereplők
| Élőszereplő                   | Színész | Magyar hang                          |
| ----------------------------- | --- | ------------------------------------ |
| Fred O'Hare                   | James Marsden | Crespo Rodrigo                       |
| Fred O'Hare                   | Átmenetileg befogadja Husit, miután elütötte az autójával. Gyermekkorában látta Husi apját húsvéti nyúlként a kertjükben, és azóta szeretett volna húsvéti nyuszi lenni. |                                      |
| Samantha "Sam" O'Hare         | Kaley Cuoco | Czető Zsanett                        |
| Samantha "Sam" O'Hare         | Fred nagyobbik húga. |                                      |
| Alex O'Hare                   | Tiffany Espensen | Gay Ágota                            |
| Alex O'Hare                   | Fred kisebbik húga, akit Fred szülei adoptáltak. |                                      |
| Henry O'Hare                  | Gary Cole | Háda János                           |
| Henry O'Hare                  | Fred, Sam és Alex apja. |                                      |
| Bonnie O'Hare                 | Elizabeth Perkins | Györgyi Anna                         |
| Bonnie O'Hare                 | Henry felesége, Fred, Sam és Alex anyja. |                                      |
| Mrs. Beck                     | Chelsea Handler | Peller Mariann                       |
| Mrs. Beck                     | A hölgy, aki az állásinterjút készíti Freddel. |                                      |
| David Hasselhoff              | David Hasselhoff | Forgács Péter                        |
| David Hasselhoff              | A „Hoff sztárvadászat” házigazdája. |                                      |
| Felvételvezető gyakornokok    | Russell Brand | Kisfalusi Lehel                      |
| Felvételvezető gyakornokok    | A „Hoff sztárvadászat” felvételvezető gyakornoka, Husi nevét „huszi”-nak mondja.                                                                                         |                                      |
| Felvételvezető gyakornokok    | Christian Long | N/A                                  |
| Felvételvezető gyakornokok    | A „Hoff sztárvadászat” felvételvezető gyakornoka. |                                      |
| Cody                          | Dustin Ybarra | N/A                                  |
| Cody                          | Irodai dolgozó, aki röviden találkozik Freddel a meghallgatás idején. |                                      |
| Hugh Hefner                   | Hugh Hefner | N/A                                  |
| Animált szereplő              | Eredeti hang | Magyar hang                          |
| Husi                          | Russell Brand Django Marsh (fiatalon) | Arany Tamás Straub Martin (fiatalon) |
| A húsvéti nyuszi, Husi papája | Hugh Laurie | Kulka János                          |
| Carlos                        | Hank Azaria | Forgács Gábor                        |
| Phil                          | Hank Azaria | Stohl András                         |
| A Fülönítmény tagjai          | Janet Healy | Saját hangjukon                      |

- További magyar hangok: Fellegi Lénárd, Maday Gábor, Potocsny Andor, Varga Rókus

## Fogadtatás
A filmet többnyire negatívan fogadták a kritikusok. A filmkritikusok véleményét összegző Rotten Tomatoes 24%-ra értékelte 128 kritikus véleménye alapján.
A hasonlóan működő Metacritic 41/100 értéket adott rá 23 kritikus véleménye alapján.
Carlos viselkedése egyesek szerint ellenérzéseket keltett a mexikói származású amerikaiakban, sőt még rasszizmussal is megvádolták a filmet.

## A film készítése
A húsvéti nyuszit Peter de Sève tervezte, aki a Jégkorszak c. filmsorozat karaktereit is megalkotta.
A CGI-animáció a Los Angeles-i székhelyű Rhythm & Hues Studios-ban készült. A film főcímdalát, a „Jaj de fincsi”-t ("I Want Candy") eredetiben az ausztrál pop/R&B énekes, Cody Simpson énekli.
A film magyar szövegét Speier Dávid alkotta meg.

### Videójáték
A film videoadaptációja megjelent kizárólag Nintendo DS platformon.

## Érdekesség
A film kezdő képsora (a sziget felé közeledő kamera előbb a tengert, majd a partot mutatja, miközben dobszó hallatszik) ugyanaz, mint az 1994-es Rapa Nui – A világ közepe című filmben, aminek a helyszíne szintén a Húsvét-sziget volt.

## Fordítás
Ez a szócikk részben vagy egészben  a   Hop (film) című angol Wikipédia-szócikk fordításán alapul.  Az eredeti cikk szerkesztőit annak laptörténete sorolja fel. Ez a jelzés csupán a megfogalmazás eredetét és a szerzői jogokat jelzi, nem szolgál a cikkben szereplő információk forrásmegjelöléseként.